# Nykøbings län
Ej att förväxla med Nyköpings län.
Nykøbings län (da. Nykøbing Len) var ett slottslän i Danmark. Det omfattade Falster samt en del mindre öar. De bestod av Falsterns norra härad, Falsters södra härad samt Gedsør birk. I samband med att länen avskaffades 1662 kom det att bli en del av Nykøbings amt.

## Länsmän
- 1488-1516 eller 1517 Oluf Holgersen Ulfstand
- 1523 Laurids Lauridsen Knob
- 1523-1526 Jørgen van der Wisch (Junge)
- 1526- Mogens Bille
- 1531-1534 Mogens Gøye
- 1555-1565 Jørgen Thygesen Brahe
- 1569- Peder Oxe till Nielstrup
- 1624-1626 Axel Knudsen Urne
- 1653-1657 Offe Skade
- 1657-1661 Christoffer Godskesen Lindenov